# Cory Lerios

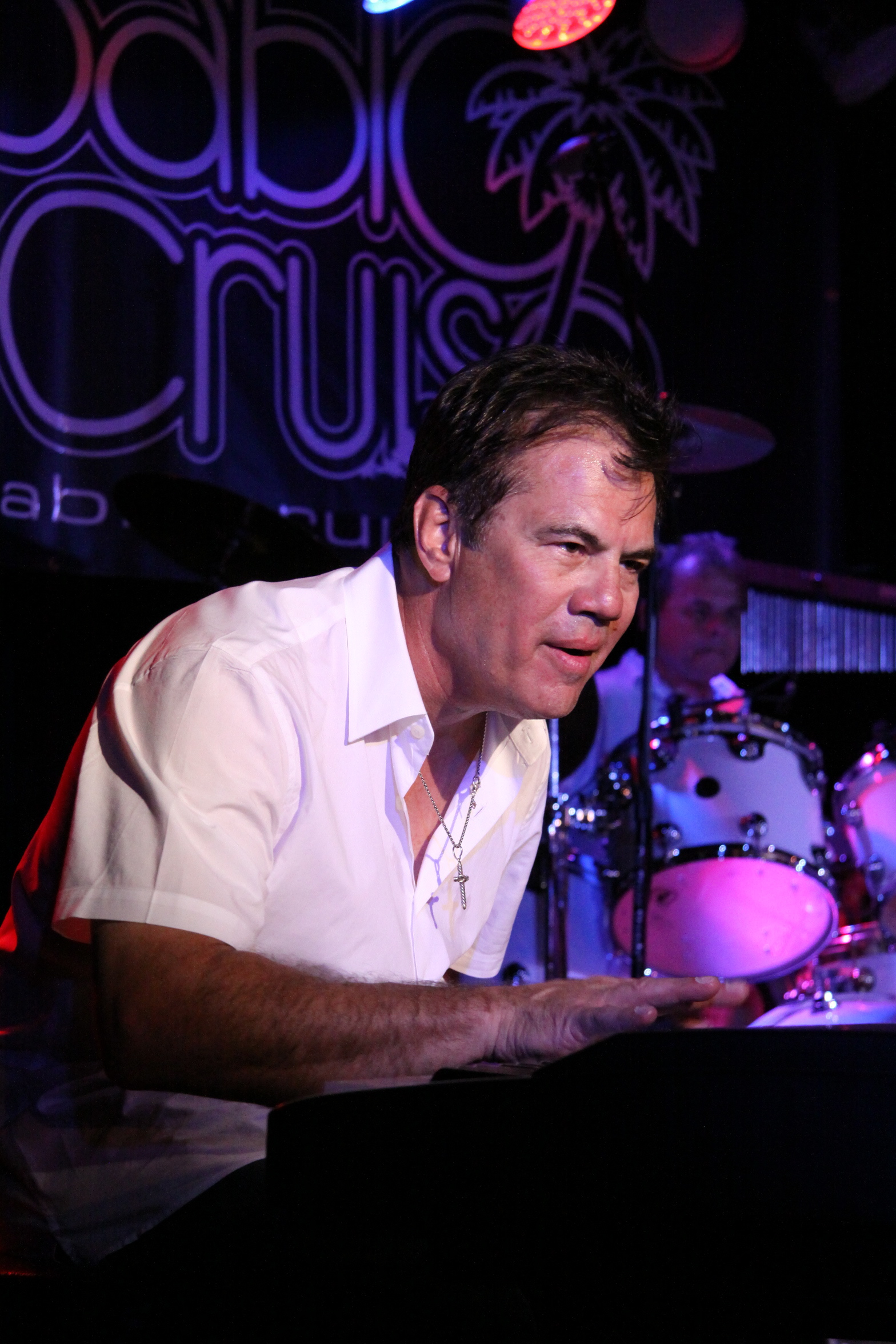
Cory Lerios (2009)

Cory C. Lerios (* 12. Februar 1951 in Palo Alto, Kalifornien) ist ein US-amerikanischer Musiker, Komponist und Musikproduzent.

## Leben
Cory C. Lerios, der selbst Keyboard und Klavier spielt, hatte seinen ersten Kontakt mit der Musikindustrie, als er 1971 für die Bluesrockband Stoneground aus San Francisco spielte. Er blieb bis 1973 in der Band, die bei Warner Music unter Vertrag stand. Gemeinsam mit Steve Price und David Jenkins von Stoneground unterschrieb er 1973 bei A&M Records einen Vertrag für die neu gegründete Band Pablo Cruise. Bis zu ihrer Auflösung 1986 wurden sieben Alben veröffentlicht.
Anschließend konnte Lerios sich als Filmkomponist probieren. Nach seinem Debüt für die Filmkomödie Ein ganz verrückter Sommer etablierte er sich an der Seite von John D’Andrea für Filme wie Chucky 3, Boiling Point – Die Bombe tickt und Taken Away – Eisiges Gefängnis und insbesondere auch in der Fernsehserie Baywatch – Die Rettungsschwimmer von Malibu und den damit verbundenen Franchise.

## Diskografie
Pablo Cruise
- 1975:	Pablo Cruise
- 1976:	Lifeline
- 1977:	A Place in the Sun
- 1978:	Worlds Away
- 1979:	Part of the Game
- 1981:	Reflector
- 1983:	Out of Our Hands
- 2001:	The Best of Pablo Cruise

## Filmografie (Auswahl)
- 1986: Ein ganz verrückter Sommer (One Crazy Summer)
- 1988: Ausgebrannt (Police Story: Burnout)
- 1989–2001: Baywatch – Die Rettungsschwimmer von Malibu (Baywatch, Fernsehserie, 117 Folgen)
- 1991: Chucky 3 (Child's Play 3)
- 1992: Made of Steel – Hart wie Stahl (Beyond the Law)
- 1993: Boiling Point – Die Bombe tickt (Boiling Point)
- 1993–1994: Mighty Max (Fernsehserie, 35 Folgen)
- 1995: Baywatch: Hawaii kann auch ganz anders sein (Baywatch: Forbidden Paradis)
- 1996: Taken Away – Eisiges Gefängnis (Gone in a Heartbeat)
- 1996: Verschollen in der weißen Hölle (Angel Flight Down)
- 1996: Von Rache besessen (Fall Into Darkness)
- 1997: Bankraub (In the Line of Duty: Blaze of Glory)
- 1997: Vom Sieger zum Champion (Steel Chariots)
- 1997: Shadow Warriors – Rache um jeden Preis (Shadow Warriors: Assault On Devil's Island, Fernsehfilm)
- 1998: Baywatch: Traumschiff nach Alaska (Baywatch: White Thunder at Glacier Bay)
- 1998: Geborgtes Glück (A Marriage of Convenience)
- 2003: Baywatch – Hochzeit auf Hawaii (Baywatch – Hawaiian Wedding)
- 2007: In einem Land vor unserer Zeit (The Land Before Time, Fernsehserie, 11 Folgen)